# Joseph Fuos
Joseph Fuos, auch Joseph Fues oder Joseph Fuoss (geboren 6. Juli 1739 in Krum-Schiltach; gestorben 24. April 1805 in Ebersbach an der Fils) war ein deutscher Schriftsteller, lutherischer Militärpfarrer und Memoirist Sardiniens des achtzehnten Jahrhunderts.
Fuos gilt als der Initiator der Reiseliteratur auf Sardinien und verfasste das Buch Nachrichten aus Sardinien, von der gegenwärtigen Verfassung dieser Insel, das im Jahr 1780 anonym in Leipzig in Form einer Sammlung von dreizehn Briefen an einen anonymen Baron erschien.
Die Zuschreibung an Joseph Fuos ist noch nicht ganz sicher.

## Persönliches
Joseph Fuoß wurde am 6. Juli 1739 als jüngstes Kind des Landwirts Jacob Fuoß und seiner Frau Catharina geboren. Im jungen Kindesalter des Joseph verzog die Familie aus dem Schiltach-Tal nach Aistaig (Dekanat Sulz am Neckar), wo seine beiden ältesten Brüder verehelicht wurden und Familien gründeten. Seine älteste Schwester Anna Maria heiratete 1743 in Grüntal Christian Ziegler und bekam mit ihm etliche Kinder. Die Familien Fuoß und Ziegler übernahmen dann um ca. 1750 den Ramstein- und Butschhof auf der Gemarkung der Gemeinde Epfendorf. Da die gesamte Familie evangelisch-reformiert war, wurden sie dem ev. Kirchspiel Trichtingen zugeordnet.
Joseph Fuoß zog später als Prediger durch die Lande und heiratete im Jahr 1777 in Bad Cannstatt Rosina Klemm. 1779 wurde in Stuttgart die Tochter Elisabeth Friederike geboren, welche 1797 in Ebersbach heiratete. Joseph Fuoß verstarb dort im Jahre 1805 im Alter von 65 Jahren.

## Werke
- Anonym, Nachrichten aus Sardinien, von der gegenwärtigen Verfassung dieser Insel, Leipzig, Siegfried Lebrecht Crusius, 1780.
- Joseph Fuos, La Sardegna nel 1773-1766 descritta da un contemporaneo,  Übersetzung und Vorwort von Pasquale Gastaldi Millelire, Cagliari, La Piccola Rivista, 1899.
- Joseph Fuos, Notizie dalla Sardegna: 1773-1976, Vorwort und Notizen von Giulio Angioni, Nuoro, Ilisso, Bibliotheca sarda, 2000, ISBN 88-87825-11-4.